# Indeling van Nederland tijdens de Republiek

De Republiek tussen 1715 en 1785.

De Republiek der Zeven Verenigde Nederlanden geldt als voorloper van het huidige Nederland.
Het gebied van de Republiek kwam echter niet geheel overeen met het huidige Nederland, en bestond uit de soevereine provinciën Holland, Zeeland, Utrecht, Friesland, Groningen, Overijssel en Gelderland, plus het landschap Drenthe en de verschillende Generaliteitslanden.
Daarnaast was er nog een aantal enclaves die geen deel uitmaakten van de Republiek, en dus officieel nog tot het Heilige Roomse Rijk behoorden.
In dit lemma wordt een overzicht gegeven van de politieke samenstelling van de Nederlanden ten tijde van de Republiek. De zeven soevereine provinciën, het landschap Drenthe en de Generaliteitslanden komen geografisch min of meer overeen met de latere elf provincies van het Koninkrijk der Nederlanden.

## Groningen
Groningen maakte in zijn geheel vanaf 1594, na de Reductie van Groningen, als gewest Stad en Lande deel uit van de Republiek. Westerwolde had formeel de status van generaliteitsland, maar werd feitelijk bestuurd door de stad Groningen. De Staten van het gewest vergaderden in de voormalige Latijnse school in Groningen, die nog steeds deel uitmaakt van het huidige provinciehuis. De stadhouder, die Groningen meestal deelde met Friesland, had in de stad een eigen verblijf, het Prinsenhof.
Het gewest Stad en Lande bestond uit twee gelijkwaardige delen:
- De stad Groningen, waaronder naast het voormalige generaliteitsland Westerwolde ook het Goorecht en de beide Oldambten vielen.
- De drie Ommelanden, Hunsingo, Fivelingo (met de stad Appingedam) en het Westerkwartier waren verdeeld in onderkwartieren. De voornaamste betekenis van die onderkwartieren was dat de afvaardiging naar de Provinciale Staten in de onderkwartieren werd gekozen, een daadwerkelijke bestuurlijke eenheid waren ze overigens niet, hetgeen feitelijk ook voor de drie Ommelanden zelf gold.

## Friesland
Het huidige Fryslân komt niet geheel overeen met het gewest Friesland tijdens de Republiek. De Staten van Friesland vergaderden in Leeuwarden, waar tevens de Friese stadhouders hun voornaamste verblijf hadden.
- Vlieland en Terschelling hoorden bij het gewest Holland.

Buiten de Republiek viel:
- Ameland als zelfstandige heerlijkheid.

De status van Schiermonnikoog in deze tijd is onduidelijk; officieel was het particulier bezit.

## Drenthe
De voorganger van de huidige provincie Drenthe, het Landschap Drenthe, was ten tijde van de Republiek geen volwaardig lid van de Staten-Generaal, omdat het te dunbevolkt werd bevonden. Een Drentse afvaardiging ontbrak en daarom werden gewestelijke zaken door de Staten-Generaal geregeld, terwijl de lagere overheden binnen Drenthe door haar eigen mensen werden bestuurd. De belangrijkste stad was Coevorden. De staten van Drenthe kwamen echter meestal bijeen in het klooster van Assen.
Het generaliteitsland Westerwolde werd vaak tot Drenthe gerekend, tot in 1619 de stad Groningen het bestuur ervan overnam.

## Overijssel
De heerlijkheid Overijssel was ontstaan in 1528 uit een deel van het Oversticht en maakte sindsdien eerst deel uit van de Habsburgse Nederlanden en vervolgens van de Republiek. Overijssel bestond uit drie gewesten, ook landschappen of kwartieren genoemd. Van noordwest naar zuidoost waren dit:
- het Land van Vollenhove, met het gelijknamige drostambt en de heerlijkheid De Eeze. Steden in het Land van Vollenhove waren:
  - Genemuiden
  - Steenwijk
  - Vollenhove
- het landschap Salland, verdeeld in het drostambt Salland, het schoutambt Colmschate, het drostambt IJsselmuiden, het hoogschoutambt Hasselt en de heerlijkheid Zalk. De drie belangrijkste steden, Deventer, Zwolle en Kampen, lagen alle in Salland. Zij hadden direct zitting in de Staten van Overijssel. Kleinere Steden in Salland waren:
  - Grafhorst
  - Gramsbergen
  - Hasselt
  - Hardenberg
  - Ommen
- het landschap Twente bestond uit het gelijknamige drostambt en de heerlijkheden Almelo en Haaksbergen. Steden in Twente waren:
  - Almelo
  - Delden
  - Diepenheim
  - Enschede
  - Goor
  - Oldenzaal
  - Ootmarsum
  - Rijssen

De drostambten en heerlijkheden waren verdeeld in schoutambten, in Twente richterambten genoemd.
De heerlijkheid Overijssel maakte ook aanspraak op het graafschap Lingen. De Republiek kon deze aanspraak echter niet doorzetten tegen het Prinsbisdom Münster.

## Gelderland
De noordelijke drie kwartieren van het Hertogdom Gelre, namelijk het Kwartier van Nijmegen, het Kwartier van Veluwe (ook Kwartier van Arnhem genaamd) en het graafschap Zutphen, maakten deel uit van de republiek. Deze delen van het voormalig Hertogdom komen nagenoeg overeen met de huidige provincie Gelderland, maar er zijn uitzonderingen.
Buiten de Republiek vielen:
- De heerlijkheid Batenburg, zelfstandige heerlijkheid binnen het Duitse Rijk
- De Graafschap Buren was een zelfstandige heerlijkheid binnen het Duitse Rijk
- De Heerlijkheid Culemborg was een zelfstandige heerlijkheid binnen het Duitse Rijk
- De Kleefse enclaves vielen niet onder de Republiek:[2]
  - de Liemers met de stad Zevenaar
  - Wehl
  - Huissen en Malburgen
  - verschillende grensplaatsen zoals Leuth, Kekerdom, Hulhuizen, Tolkamer, Lobith en Spijk waren Kleefs gebied

Omstreden:
- De heerlijkheid Borculo was oorspronkelijk een leen van het prinsbisdom Münster, echter wereldlijk binnen de invloed van Gelderse heren in de Staten van het kwartier Zutphen. Een Gelders hof gaf in 1615 een Gelderse heer gelijk in een erfopvolgingstwist, waardoor het gebied definitief Gelders werd. Münster erkende deze uitspraak echter niet, waardoor het ook na de Vrede van Münster tevergeefs bleef proberen dit gebied in te lijven.

## Utrecht
De Heerlijkheid Utrecht kwam in grote lijnen overeen met de huidige provincie Utrecht. De tegenwoordig in Utrecht liggende steden Oudewater en Woerden hoorden bij Holland; zij zijn in de 20e eeuw bij Utrecht gevoegd.
Niet tot Utrecht behoorde:
- De Heerlijkheid Vianen was zelfstandig en behoorde niet tot de Republiek.
- De Baronie IJsselstein was zelfstandig en behoorde niet tot de Republiek.

## Noord- en Zuid-Holland
Het gewest Holland omvatte naast het gebied van de latere provincies Noord-Holland en Zuid-Holland ook de eilanden Vlieland, Griend, Terschelling, Urk en (een deel van) Schokland. Ook het Land van Heusden en Altena en de Langstraat, tegenwoordig in Noord-Brabant, hoorden bij Holland. De steden Woerden en Oudewater, tegenwoordig in Utrecht, lagen ook in Holland.
De belangrijkste verdeling tijdens de Republiek was die in het Noorderkwartier (Holland boven het IJ) en het Zuiderkwartier (de rest). Pas in 1840 werd de toenmalige provincie Holland bestuurlijk gesplitst in Noord-Holland (ongeveer het oude Kennemerland en West-Friesland) en Zuid-Holland.
Het bestuur van Holland was in handen van de Staten van Holland, ook wel Staten van Holland en West-Friesland. Hierin hadden achttien steden zitting, elf uit het Zuiderkwartier (Dordrecht, Haarlem, Delft, Leiden, Amsterdam, Gouda, Rotterdam, Gorinchem, Schiedam, Schoonhoven en Brielle), en zeven uit het Noorderkwartier (Alkmaar, Hoorn, Enkhuizen, Edam, Monnickendam, Medemblik, Purmerend, vanaf 1575 tijdelijk ook Grootebroek). De steden die niet stemgerechtigd waren en het platteland werden geacht te worden vertegenwoordigd door de ridderschap, die ook één stem had in de Staten.
Het Noorderkwartier had bestuurlijk een bijzondere positie binnen het gewest Holland. In 1573 was het enige tijd afgesneden van het Zuiderkwartier (Amsterdam was nog steeds koningsgezind terwijl Haarlem belegerd werd door de Spanjaarden) en men had een eigen "Staten van Noord-Holland" gevormd. Later dat jaar werden de gebieden weer herenigd, maar de drang naar zelfstandigheid van het Noorderkwartier (en met name West-Friesland) leidde herhaaldelijk tot conflicten met de Staten van Holland en de Zuidelijke steden. Uiteindelijk kreeg men het gedaan dat het Noorderkwartier in feite een eigen dagelijks bestuur hield (Gecommitteerde Raden), en daarnaast dat in alle beslissingen van de Staten van Holland waarbij ook het Noorderkwartier betrokken was, werd gesproken van de Staten van Holland en West-Friesland. In 1584 werd ook voor het Zuiderkwartier een college van Gecommitteerde Raden ingesteld. Verder had het Noorderkwartier vanaf 1586 een eigen munthuis, de Westfriese Munt, zeer tegen de zin van de Staten, die één munthuis te Dordrecht wel voldoende vonden.
Wel tot het gewest Holland, maar niet een van de provincies Holland:
- Bommenede tot 1687

Niet van Holland:
- Sommelsdijk, behoorde tot het gewest Zeeland.

Buiten de Republiek viel:
- Het graafschap Leerdam

## Zeeland
Het Graafschap Zeeland bestond in grote lijnen uit de huidige provincie Zeeland (voor zover reeds drooggelegd), behalve:
- Zeeuws-Vlaanderen, dat samen met enkele forten voor de haven van Antwerpen het generaliteitsland Staats-Vlaanderen vormde. Pas in 1815 werd het bij de provincie Zeeland gevoegd.
- Bommenede hoorde tot 1687 tot het gewest Holland.

Bijzondere status:
- Het land van Axel had een speciale status als committimus van Zeeland.
- Sommelsdijk was een Zeeuwse exclave op Hollands grondgebied.

## Noord-Brabant
Noord-Brabant stond in de tijd van de Republiek bekend als Staats-Brabant; de rest van het Hertogdom Brabant bleef bij de Vrede van Münster toebehoren aan de Zuidelijke Nederlanden. Staats-Brabant was een generaliteitsland en werd dus bestuurd door de Staten-Generaal.
Staats-Brabant bestond uit:
- het Markiezaat van Bergen op Zoom
- de Heerlijkheid Steenbergen
- het Prinsenland
- de Heerlijkheid Willemstad
- de Baronie van Breda
- de Meierij van 's-Hertogenbosch (na 1629)
- de Baronie van Grave en het Land van Cuijk

Betwiste gebieden:
- enkele Redemptiedorpen nabij Maastricht in het huidige België. Werden geclaimd door zowel Staats-Brabant als de Zuidelijke Nederlanden.
- Priorij van Postel was sind 1621 een autonome abdij. Het werd door zowel Staats-Brabant als de Zuidelijke Nederlanden geclaimd. Pas in 1785 werd het definitief van de Republiek gescheiden.

Wel tot het huidige Noord-Brabant, maar niet tot Staats-Brabant behoorden een aantal enclaves en heerlijkheden in het oosten, zoals:
- het graafschap Megen, een zelfstandig graafschap binnen het Duitse Rijk
- de heerlijkheid Ravenstein, deel van het Hertogdom Kleef
- de heerlijkheid Boxmeer, zelfstandige heerlijkheid
- de commanderij van Gemert (bezit van de Duitse Orde)
- de heerlijkheid Bokhoven, zelfstandige heerlijkheid
- de plaats Luyksgestel (prinsbisdom Luik)

De streek rond Geertruidenberg, het Land van Heusden en het Land van Altena behoorden tot het Graafschap Holland.
Ook het Noordelijke deel van de Langstraat hoorde bij het Graafschap Holland. Opmerkelijk voor Kaatsheuvel was dat het zich in de grensstreek van Holland en Staats-Brabant bevond. Dit bracht rond 1720 een vrij omvangrijke bende heidenen naar dit gebied, dat deels bestond uit moerassen, venen, bossen en zandduinen. De bende noemde zich “de Witte Veer” en had hier een betrekkelijk veilig toevluchtsoord.

## Limburg
Het gebied van de huidige Nederlandse provincie Limburg was ten tijde van de Republiek sterk versnipperd. Tot de Republiek behoorden de volgende Generaliteitslanden:
- Staats-Overmaas, en
- Staats-Opper-Gelre (vanaf 1715).
- Maastricht (inclusief de redemptiedorpen) had de status van een Condominium van de Republiek en het Prinsbisdom Luik.

Andere gebieden behoorden tot de Zuidelijke Nederlanden, het Bisdom Luik, het graafschap Horn, het Abdijvorstendom Thorn, het hertogdom Gulik (Guliks Overkwartier) en Pruisen (Pruisisch Overkwartier).

## Flevoland
Het huidige Flevoland bestond nog niet ten tijde van de Republiek. De toenmalige eilanden Urk en Schokland die nu deel uitmaken van Flevoland, hoorden bij het gewest Holland, een deel van Schokland (Ens) echter bij Overijssel.